# Blancoa
Genre
Blancoa est un genre d'araignées aranéomorphes de la famille des Pholcidae.

## Distribution
Les espèces de ce genre sont endémiques du Venezuela.

## Liste des espèces
Selon World Spider Catalog (version 21.5, 18/10/2020) :
- Blancoa guacharo Huber, 2000
- Blancoa piacoa Huber, 2000

## Étymologie
Ce genre est nommé en l'honneur du poète Andrés Eloy Blanco.

## Publication originale
- Huber, 2000 : « New World pholcid spiders (Araneae: Pholcidae): A revision at generic level. » Bulletin of the American Museum of Natural History, no 254, p. 1-348 (texte intégral) .